# Fridrich Vilém I. Braniborský
Fridrich Vilém I., jinak nazývaný Velký kurfiřt (16. února 1620, Cölln an der Spree – 9. května 1688, Postupim) vládl v letech 1640–1688 v Braniborsku-Prusku. Pocházel z dynastie Hohenzollernů.
Na jeho počest neslo několik německých lodí jeho jméno či přídomek: bateriová loď SMS Großer Kurfürst, predreadnought SMS Kurfürst Friedrich Wilhelm a dreadnought SMS Großer Kurfürst.

## Vnitřní politika
V průběhu své vlády posílil braniborsko-pruskou jednotu (Prusko však stále zůstávalo polským lénem) na úkor moci stavů (povolování daní), samotné šlechtice však odměnil různými privilegii (osvobození od daní, neomezená vláda nad poddanými). Odpor pruských stavů se mu podařilo zlomit v průběhu švédsko-polské války (1656–1660), kdy braniborskou svrchovanost nad Pruskem uznali nejprve Švédové (smlouva z Labiau 1656) a po změně strany i Poláci (smlouva z Wehlau 1657). Stavy tak ztratily politickou oporu Polska.
Do správy dosazoval schopné úředníky, kteří evidovali přímé daně z hlavy a z pozemkového majetku a nepřímé městské potravní daně. Za jeho vlády vznikly zemské finanční úřady (válečné komory) a finanční úřady pro kurfiřtský majetek (doménové komory). Panovník vládl za pomoci tajné rady.
V hospodářství byl uplatňován merkantilismus, prováděly se různé stavební úpravy (silnice, hráze, kanály, vzorové statky etc.). Životní úroveň se zvedla a to umožnilo větší daňové příjmy. Pruský kolonialismus fungoval po vzoru nizozemského – 1683 kolonie Gross Friedrichsburg v západní Africe (do 1720). Roku 1685 bylo pozváno do země 20 000 hugenotů z Francie, kdy na zrušení Ediktu nantského reagoval Fridrich Vilém vydáním Ediktu postupimského. Přijetí těchto exulantů vedlo k rozvoji země, a to nejen v oblasti textilního průmyslu (manufaktury).
Významná vojenská reforma umožnila zvětšit vojsko z 8 000 na 23 000 mužů a zlepšit výcvik.

## Zahraniční politika
Byla založena na lavírování mezi velmocemi a silnějšími sousedy.
V letech 1656–1660 se účastnil švédsko-polské války na obou stranách, za účelem upevnit moc nad Pruskem (více předchozí oddíl). Později (1672–1678) válka na straně protifrancouzské koalice znamenala střet se Švédskem, dobovou velmocí, o Přední Pomořansko se Štětínem. Roku 1675 se odehrála bitva u Fehrbellinu, kde Fridrichova nová armáda porazila Švédy a poté je pronásledovala až k Rize. Toto vítězství je považováno za počátek pruské vojenské tradice. Poté se však do pole vydal mladý švédský král Karel XI. a Fridrich se nakonec musel svých nároků vzdát po saintgermainské mírové smlouvě (zklamán římským císařem Leopoldem a jeho postupem při sjednávání míru).
Poté uzavřel s francouzským králem Ludvíkem XIV. úmluvu o subsidiích a toleroval jeho politiku vůči říši.
Za jeho vlády se Braniborsko (spolu s Pruskem, které leželo mimo říši), stalo nejsilnějším státem v severním Německu.
Ediktem postupimským pozval francouzské hugenoty, kteří kvůli Ediktu z Fontainebleau byli pronásledováni a násilně obraceni ke katolicismu (dragonáda).

## Vývod z předků
|                               |                                 |  |                      |                                    |  |  |  |  |  |  |  | Jan Jiří Braniborský |
|                               |                                 |  |                      |                                    |  |  |  |  |  |  |  |                      |
|                               | Jáchym Fridrich Braniborský     |  |                      |                                    |  |  |  |  |  |  |  |                      |
|                               |                                 |  |                      |                                    |  |  |  |  |  |  |  |                      |
|                               |                                 |  |                      | Žofie Lehnická                     |  |  |  |  |  |  |  |                      |
|                               |                                 |  |                      |                                    |  |  |  |  |  |  |  |                      |
|                               | Jan Zikmund Braniborský         |  |                      |                                    |  |  |  |  |  |  |  |                      |
|                               |                                 |  |                      |                                    |  |  |  |  |  |  |  |                      |
|                               |                                 |  |                      | Jan Braniborsko-Küstrinský         |  |  |  |  |  |  |  |                      |
|                               |                                 |  |                      |                                    |  |  |  |  |  |  |  |                      |
|                               | Kateřina Braniborsko-Küstrinská |  |                      |                                    |  |  |  |  |  |  |  |                      |
|                               |                                 |  |                      |                                    |  |  |  |  |  |  |  |                      |
|                               |                                 |  |                      | Kateřina Brušvicko-Wolfenbüttelská |  |  |  |  |  |  |  |                      |
|                               |                                 |  |                      |                                    |  |  |  |  |  |  |  |                      |
|                               | Jiří Vilém Braniborský          |  |                      |                                    |  |  |  |  |  |  |  |                      |
|                               |                                 |  |                      |                                    |  |  |  |  |  |  |  |                      |
|                               |                                 |  |                      | Albrecht Braniborsko-Ansbašský     |  |  |  |  |  |  |  |                      |
|                               |                                 |  |                      |                                    |  |  |  |  |  |  |  |                      |
|                               | Albrecht Fridrich Pruský        |  |                      |                                    |  |  |  |  |  |  |  |                      |
|                               |                                 |  |                      |                                    |  |  |  |  |  |  |  |                      |
|                               |                                 |  |                      | Anna Marie Brunšvicko-Lüneburská   |  |  |  |  |  |  |  |                      |
|                               |                                 |  |                      |                                    |  |  |  |  |  |  |  |                      |
|                               | Anna Pruská                     |  |                      |                                    |  |  |  |  |  |  |  |                      |
|                               |                                 |  |                      |                                    |  |  |  |  |  |  |  |                      |
|                               |                                 |  |                      | Vilém z Jülich-Cleves-Bergu        |  |  |  |  |  |  |  |                      |
|                               |                                 |  |                      |                                    |  |  |  |  |  |  |  |                      |
|                               | Marie Eleonora Klevská          |  |                      |                                    |  |  |  |  |  |  |  |                      |
|                               |                                 |  |                      |                                    |  |  |  |  |  |  |  |                      |
|                               |                                 |  |                      | Marie Habsburská                   |  |  |  |  |  |  |  |                      |
|                               |                                 |  |                      |                                    |  |  |  |  |  |  |  |                      |
| Fridrich Vilém I. Braniborský |                                 |  |                      |                                    |  |  |  |  |  |  |  |                      |
|                               |                                 |  |                      |                                    |  |  |  |  |  |  |  |                      |
|                               |                                 |  | Fridrich III. Falcký |                                    |  |  |  |  |  |  |  |                      |
|                               |                                 |  |                      |                                    |  |  |  |  |  |  |  |                      |
|                               | Ludvík VI. Falcký               |  |                      |                                    |  |  |  |  |  |  |  |                      |
|                               |                                 |  |                      |                                    |  |  |  |  |  |  |  |                      |
|                               |                                 |  |                      | Marie Braniborsko-Kulmbašská       |  |  |  |  |  |  |  |                      |
|                               |                                 |  |                      |                                    |  |  |  |  |  |  |  |                      |
|                               | Fridrich IV. Falcký             |  |                      |                                    |  |  |  |  |  |  |  |                      |
|                               |                                 |  |                      |                                    |  |  |  |  |  |  |  |                      |
|                               |                                 |  |                      | Filip I. Hesenský                  |  |  |  |  |  |  |  |                      |
|                               |                                 |  |                      |                                    |  |  |  |  |  |  |  |                      |
|                               | Alžběta Hesenská                |  |                      |                                    |  |  |  |  |  |  |  |                      |
|                               |                                 |  |                      |                                    |  |  |  |  |  |  |  |                      |
|                               |                                 |  |                      | Kristýna Saská                     |  |  |  |  |  |  |  |                      |
|                               |                                 |  |                      |                                    |  |  |  |  |  |  |  |                      |
|                               | Alžběta Šarlota Falcká          |  |                      |                                    |  |  |  |  |  |  |  |                      |
|                               |                                 |  |                      |                                    |  |  |  |  |  |  |  |                      |
|                               |                                 |  |                      | Vilém I. Nasavsko-Dillenburský     |  |  |  |  |  |  |  |                      |
|                               |                                 |  |                      |                                    |  |  |  |  |  |  |  |                      |
|                               | Vilém I. Oranžský               |  |                      |                                    |  |  |  |  |  |  |  |                      |
|                               |                                 |  |                      |                                    |  |  |  |  |  |  |  |                      |
|                               |                                 |  |                      | Juliana ze Stolbergu               |  |  |  |  |  |  |  |                      |
|                               |                                 |  |                      |                                    |  |  |  |  |  |  |  |                      |
|                               | Luisa Juliana Oranžská          |  |                      |                                    |  |  |  |  |  |  |  |                      |
|                               |                                 |  |                      |                                    |  |  |  |  |  |  |  |                      |
|                               |                                 |  |                      | Ludvík III. Montpensier            |  |  |  |  |  |  |  |                      |
|                               |                                 |  |                      |                                    |  |  |  |  |  |  |  |                      |
|                               | Šarlota Bourbonská              |  |                      |                                    |  |  |  |  |  |  |  |                      |
|                               |                                 |  |                      |                                    |  |  |  |  |  |  |  |                      |
|                               |                                 |  |                      | Jacqueline de Longwy               |  |  |  |  |  |  |  |                      |
|                               |                                 |  |                      |                                    |  |  |  |  |  |  |  |                      |